# Amic-amic
Amic-amic (títol original en francès, Ami-ami) és una pel·lícula francesa dirigida per Victor Saint-Macary i estrenada el 2018. S'ha subtitulat al català.
L'actor William Lebghil, conegut especialment per interpretar el personatge de Slimane a la sèrie Soda, interpreta el paper principal en aquesta pel·lícula.
El rodatge va començar el gener de 2017 a París i va acabar el març de 2017 a Troyes.